# Dagangan (Dagangan)
Dagangan is een bestuurslaag in het regentschap Madiun van de provincie Oost-Java, Indonesië. Dagangan telt 3846 inwoners (volkstelling 2010).